# Eowudong
Eowudong ou Uhwudong (어우동, 於宇同; 1440 - 18 de outubro de 1480), também conhecida como Eoeuludong (어을우동, 於乙宇同), nascida Park (박, 朴), foi uma dançarina, escritora, artista, e poetisa de uma família nobre coreana na Dinastia Joseon do século XV. A maior parte de seu trabalho não foi preservada.

## Biografia
Nascida como Park Gu-ma (박구마, 朴丘麻), Uhwudong era de uma família nobre da Dinastia Joseon. Ela se casou com Yi Dong, príncipe Taegang (태강수 이동, 泰江守 李仝), neto do rei Taejong. Ela foi forçada a se divorciar dele por causa de acusações de adultério e, posteriormente, tornou-se uma poetisa, escritora, artista e dançarina.
Ela era conhecida por sua beleza excepcional, talento para dançar, cantar, escrever poesias, raciocínio rápido, charme e intelecto extraordinário.

### Escândalo sexual e execução
Em 1480, ela foi julgada por adultério. Foi acusada de ter cometido adultério com vários parceiros do sexo masculino, incluindo parentes reais, funcionários da corte e escravos.
Durante este período, a posição das mulheres deteriorou-se na Coreia com a introdução da segregação de gênero confuciana, e houve uma crescente severidade na perseguição de mulheres que cometeram adultério, e particularmente mulheres nobres. Vários desses casos são conhecidos, como os de Yu Gam-dong, que foi condenada a se tornar uma escrava kisaeng, e Geumeumdong e Dongja, ambas nobres que foram punidas por terem cometido adultério com parentes do sexo masculino. Yi Gu-ji também foi um exemplo de adultério. O caso de Uhwudong foi, no entanto, talvez o mais infame de todos e se tornou um escândalo famoso envolvendo muitos homens de alto escalão. O caso terminou com sua condenação e execução. A pena de morte por adultério feminino foi formalmente introduzida pelo rei Jungjong de Joseon em 1513.